# Barbara von Trüllerey
Barbara von Trüllerey est une religieuse suisse. Elle vient d'une famille de chevaliers d'Aarau. Elle devient abbesse du chapitre de Schänis en 1495 et le reste jusqu'à sa mort le 20 avril 1525. Grâce à son aide Gommiswald devient une paroisse. En 1506, elle fait construire un chœur neuf pour une collégiale. En 1512, elle fait construire la chapelle de pèlerinage de St-Sébastien. Elle est en correspondance avec Vadian et Zwingli.